# Церковь Петра и Павла (Токсово)
Церковь святых апостолов Петра и Павла (Александровская кирха) — лютеранский храм в посёлке Токсово Всеволожского района Ленинградской области. Центр исторического прихода Токсова (фин. Toksova) Евангелическо-лютеранской церкви Ингрии. Объект культурного наследия регионального значения.

## История
Токсовский лютеранский приход (фин. Toksova) был основан в 1625—1628 годах и первоначально назвался Корписелька (фин. Korpiselka). В него входил капельный приход Валкеасаари, который в 1734 году отделился и стал отдельным приходом. В приходе числилась одна церковь и две часовни.
Первая, небольшая деревянная Андреевская кирха, находилась в селе Токсово, именем которого вскоре стал называться и приход, она сгорела в ходе Северной войны около 1703 года.
В дальнейшем из казны были выделены средства на обустройство в Токсове новой кирхи, строительство которой завершилось в 1757 году.
В 1880-е годы сильно обветшавшая деревянная церковь была разобрана.
В 1857 году пастором Альстрёмом был создан фонд по сбору средств на строительство нового храма. Всего было собрано 65 870 рублей, а также 4375 рублей на орган.
В 1883 году по проекту архитектора К. Т. Соловьёва, началось строительство современного каменного храма.
Кирха, выполненная в неоготическом стиле, была освящена 30 августа 1887 года в честь святых апостолов Петра и Павла, она имела 1136 сидячих мест и двойные хоры.
Своё народное наименование — Александровская, она получила как напоминание о посещении её императором Александром III.
Приход Токсова входил в Шлиссельбургское пробство.
В 1891 году на месте старой церкви из её брёвен был выстроен пасторат. Его площадь составляла 180 десятин. При пасторате содержался дом для престарелых.
В 1904 году в школах прихода Токсова числилось 150 учеников.
В 1908 году в деревне Юкки был образован капельный приход Токсовского лютеранского прихода — Хаапакангас.
22 августа 1937 года церковь была конфискована. Токсовский приход ликвидирован. В здании церкви многие годы размещался клуб, разделённый перекрытиями на три этажа.
В 1990 году кирха была вновь возвращена верующим и отремонтирована.
4 декабря 1994 года (2 вс. Адвента) отреставрированный храм был торжественно освящен епископом Лейно Хассиненом. Первым настоятелем прихода стал Антс Пунт. Алтарную картину выполнил художник Сантери Икко.
В 2001 году в посёлке Стеклянный была торжественно освящена небольшая кирха Лемболовского прихода. Лемболовский приход сейчас является капельным приходом Токсовского прихода.
В настоящее время евангелическо-лютеранский приход «Токсово» входит в Санкт-Петербургское пробство. Настоятелем храма с 2003 года являлся Ээро Кугаппи (фин. Eero Kuukauppi). До него настоятелем кирхи был Эско Хаапалайнен (фин. Esko Haapalainen).
С 17 марта 2017 года настоятелем храма является Алексей Феликсович Уйманен.

## Прихожане
Приход Токсова (фин. Toksova), по состоянию на 1913 год, включал в себя 44 деревни:

Аудио, Авволово, Большие Лаврики, Большое Киурумяки, Варкалово, Вартемяги, Вехкоя, Вилькоуку, Гапсары, Девяткина, Дранишники, Кавголово, Киссолово, Керро, Койвукюля, Капитолово, Корабсельки, Кузьмолово, Куялово, Лепсари, Лупполово, Мартыкайзе, Мистолово, Мендсары, Новое Девяткино, Ойнолово, Осельки, Порошкино, Про́ба, Пухиломяки, Пурново, Рантолово, Рапполово, Рохма, Савочкино, Сарженка, Старое Девяткино, Сярьги, Таскумяки, Токсово, Халози, Химаколово, Хиттолово, Хяники, Юкки.

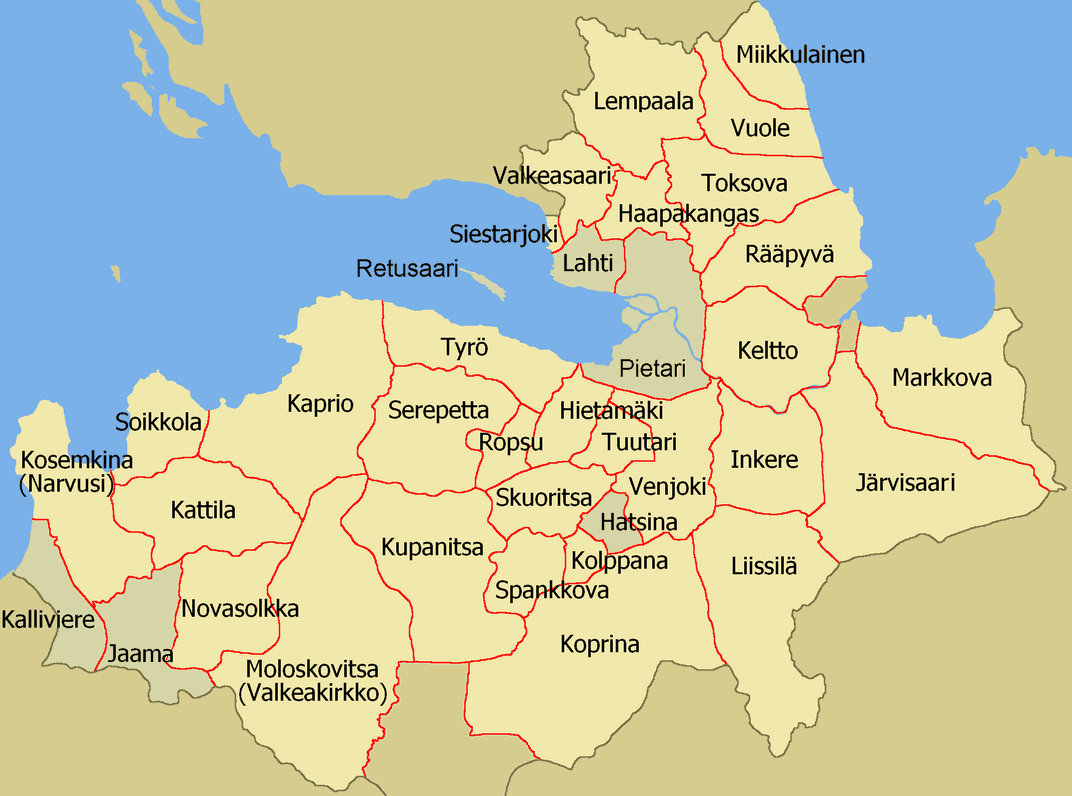
Карта приходов Церкви Ингрии (1930-е годы)

Изменение численности прихожан с 1842 по 1919 год:
В Токсовском приходе родился известный финский писатель Юхани Конкка.

## Духовенство

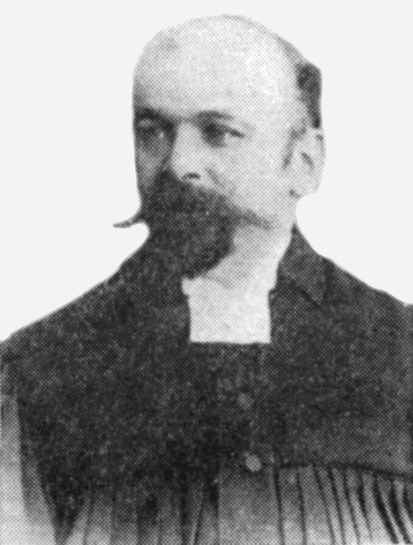
Епископ Ф. Ф. Реландер
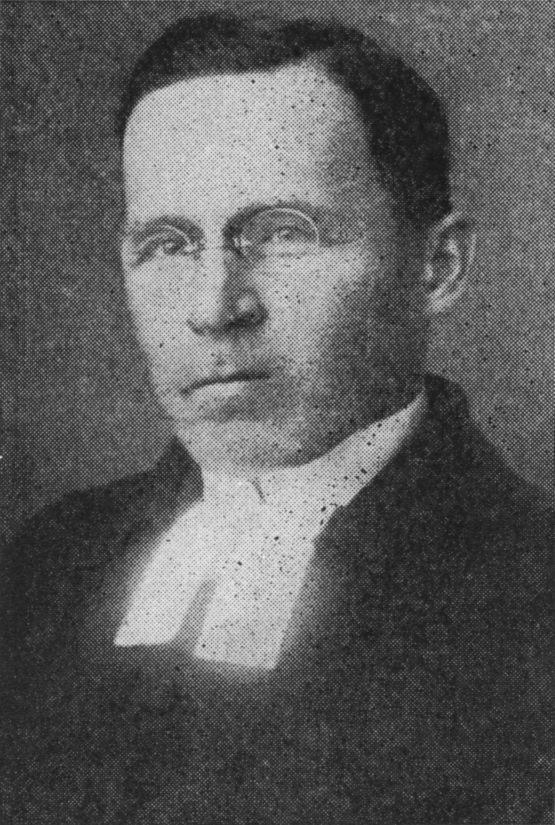
Настоятель Ю. Варонен

| Священнослужители прихода | Священнослужители прихода                         |
| Даты                      | Пастор                                            |
| ------------------------- | ------------------------------------------------- |
| 1714—?                    | Матиус Лёфлюнд (пастор)                           |
| 1714—?                    | Томас Римониус (пастор)                           |
| 1724—1726†                | Якоб Лиматиус (пастор)                            |
| 1726—1733                 | Густав Леванус (настоятель)                       |
| 1729—1730                 | Богислаус Хорнборг (капеллан)                     |
| 1733—1746†                | Адам Хультанус (настоятель)                       |
| 1747—1782                 | Хенрик Сартелиус (настоятель)                     |
| 1747—1753                 | Йохан Вириландер (капеллан)                       |
| 1753†                     | Хенрик Войт (пом. пастора)                        |
| 1778—1810†                | Микаэль Топпелиус (настоятель)                    |
| 1779—1780                 | Адам Броберг (адъюнкт)                            |
| 1782—1786                 | Андреас Каяндер (настоятель)                      |
| 1787—1791†                | Арон Муландер (настоятель)                        |
| 1797—1799                 | Йохан Петер Улльберг (адъюнкт)                    |
| 1800—1802                 | Якоб Александр Топпелиус (адъюнкт)                |
| 1803                      | Йохан Грёнлунд (адъюнкт)                          |
| 1804—1805                 | Хенрик Габриэль Крусберг (адъюнкт)                |
| 1806—1807                 | Йохан Альберг (адъюнкт)                           |
| 1808—1810                 | Иммануэль Пасселберг (адъюнкт, и. о. пастора)     |
| 1812—1813                 | Георг Даниэль Саломон Лундберг (и. о. пастора)    |
| 1813—1856†                | Эрик Вильхельм Скотте (настоятель)                |
| 1835—1838                 | Фредрик Густаф Берг (адъюнкт)                     |
| 1839—1844                 | Карл Эдвард Паландер (адъюнкт)                    |
| 1846—1894†                | Йохан Эрик Альстрём (адъюнкт)                     |
| 1883—1898                 | Карл Эверт Роберт Альстрём (адъюнкт)              |
| 1897—1899                 | Хяльмар Фредрик Линдблад (адъюнкт, и. о. пастора) |
| 1899—1923                 | Феликс Фридольф Реландер (епископ, эмигрировал)   |
| 1899—1911                 | Йохан Эдвард Ханссон (пом. пастора)               |
| 1912—1919                 | Эмиль Эдвард Саарниваара (пом. пастора)           |
| 1923—1928                 | Иосиф Мюхкюря                                     |
| 1928—1936                 | Юхана Варонен (настоятель, эмигрировал)           |
| 1929—1937                 | Алексантери Корпелайнен (настоятель, расстрелян)  |

## Фото

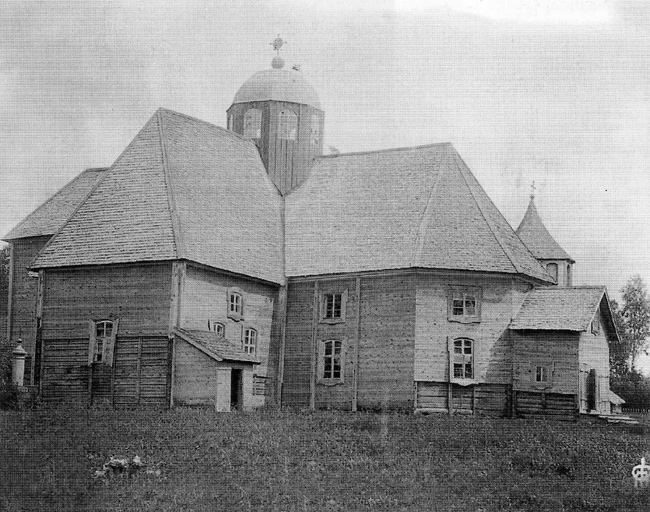
Старая токсовская кирха
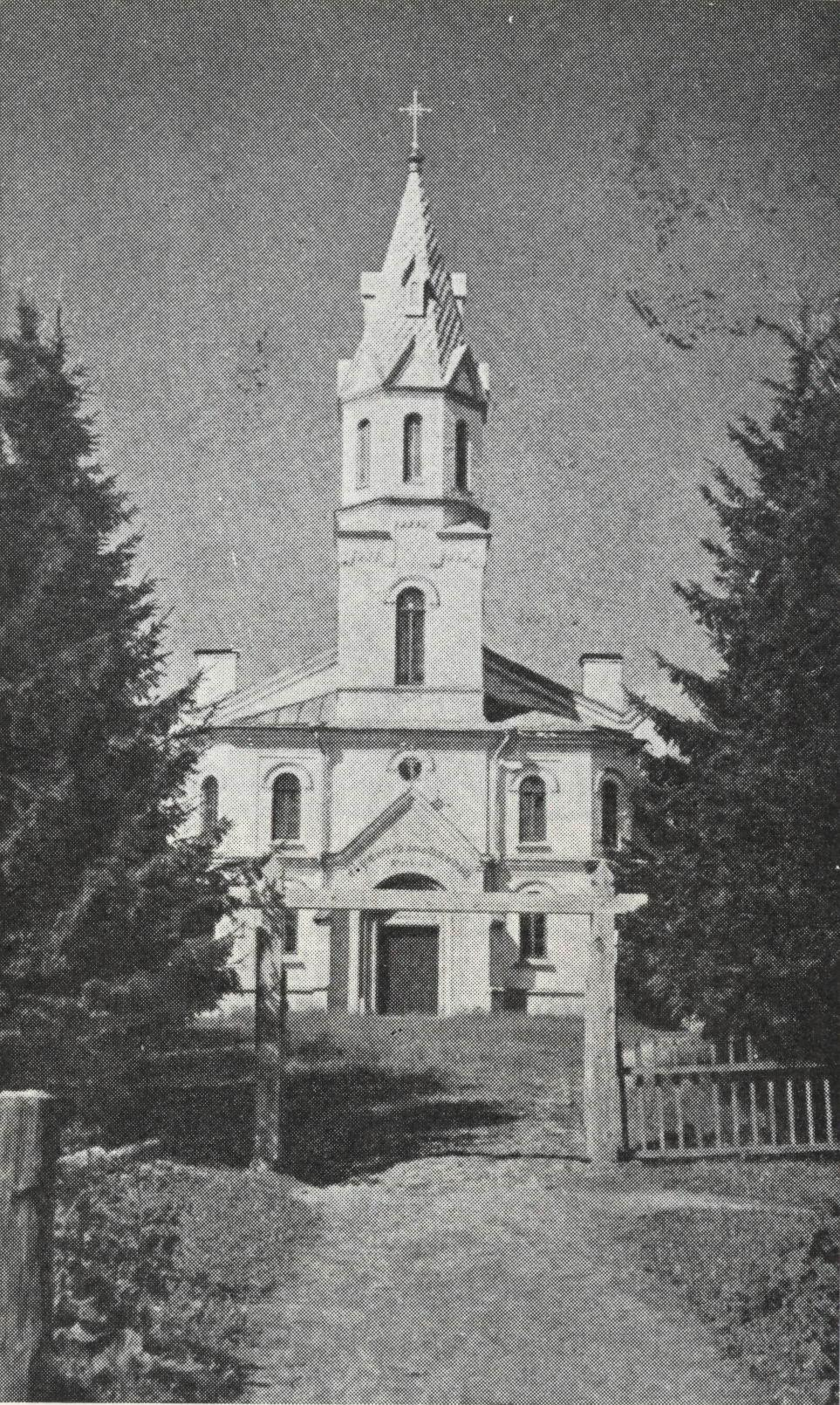
Новая кирха
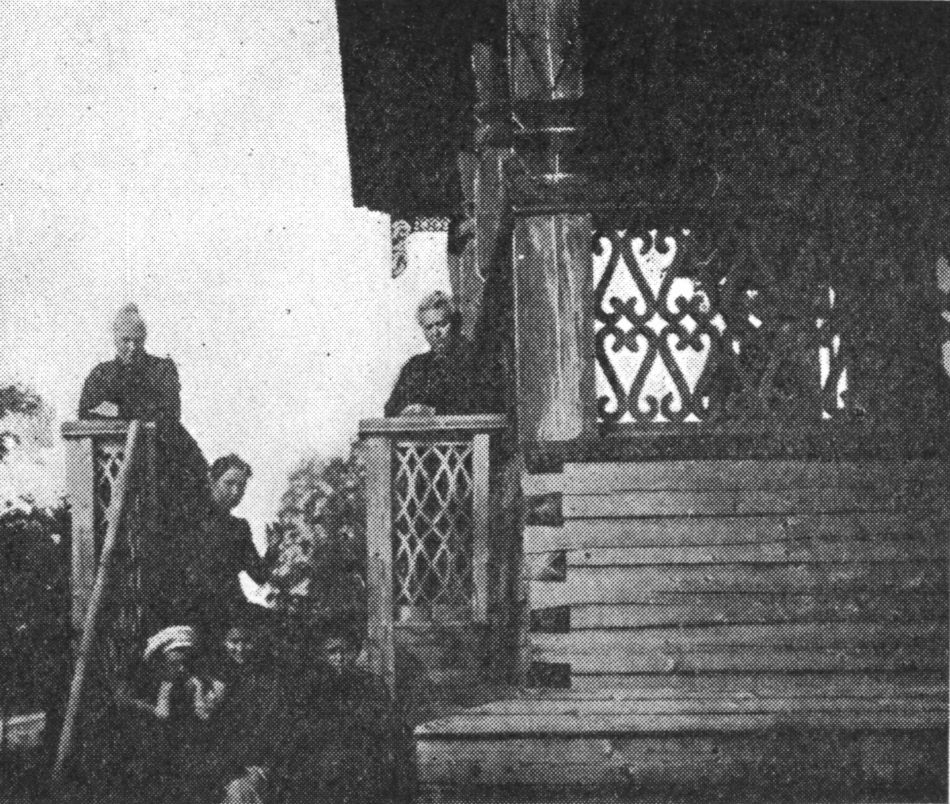
Токсовский пасторат. 1896 год
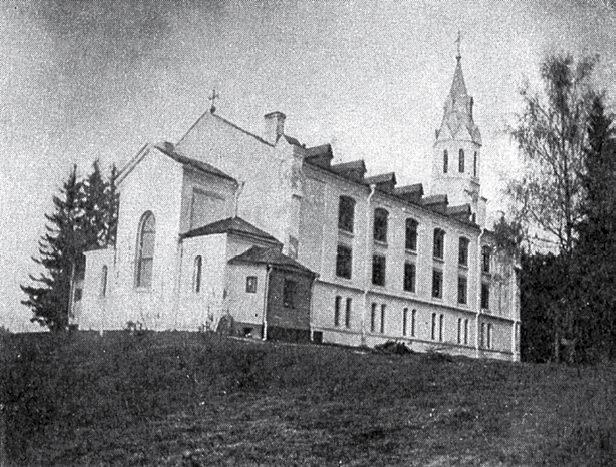
Токсовская кирха. 1911 год